# Grupplösa i Europaparlamentet
Grupplösa i Europaparlamentet (franska: Non-inscrits, NI) består av 30 ledamöter som inte ingår i någon partigrupp i Europaparlamentet.
Bland de grupplösa återfinns i huvudsak ledamöter som ledamöterna i partigrupperna inte vill samarbeta med, antingen av politiska eller personliga skäl. Historiskt har de grupplösa framför allt samlat ledamöter från extremhögern eller ledamöter som uteslutits från partigrupperna på grund av personliga skäl (misskötsel av olika slag).
Samtidigt är de grupplösa ledamöterna oförmögna att bilda egna partigrupper på grund av att de inte förmår uppnå kraven för att kunna göra detta. För att bilda en partigrupp krävs minst 23 ledamöter som valts från minst sju medlemsstater (minst en fjärdedel av det totala antalet medlemsstater).

## Historia
De grupplösa uppkom i samband med att systemet med partigrupper inrättades 1953 i Gemensamma församlingen, Europaparlamentets föregångare. De tre första partigrupperna – Kristdemokratiska gruppen, Socialistgruppen och Gruppen liberaler och deras samarbetspartner – bildades den 23 juni 1953. I samband med detta uppkom också en grupp av ledamöter som inte ingick i någon av partigrupperna.
Efter det första direkta valet 1979 var det få ledamöter som valde att stå utanför partigrupperna. Av Europaparlamentets 410 ledamöter var det endast nio som var grupplösa. Under senare val ökade antalet grupplösa för att nå 37 av 626 efter valet 1999. Antalet minskade därefter i valet 2004 och valet 2009. Under 2007 försökte 23 grupplösa ledamöter att bilda en egen partigrupp, Gruppen Identitet, tradition och suveränitet, men gruppen upplöstes samma år på grund av inre konflikter och splittring.
Efter valet 2014 var ett rekordstort antal ledamöter grupplösa. I juni 2015 bildades Gruppen Nationernas och friheternas Europa (ENF-gruppen), som många grupplösa anslöt sig till. Även efter valet 2019 var antalet grupplösa stort, denna gång på grund av att Gruppen Frihet och direktdemokrati i Europa (EFDD-gruppen) upplöstes till följd av att den inte längre uppfyllde kraven för en partigrupp.

## Parlamentariskt arbete
De grupplösa ledamöterna bistås av ett eget sekretariat precis som de ledamöter som ingår i en partigrupp. Historiskt har de grupplösa framför allt samlat högerextrema ledamöter och andra ledamöter som på grund av politiska eller personliga skäl inte har velat eller tillåtits ingå i någon av partigrupperna.

## Sammansättning
| Val  | Historisk mandatfördelning | Nuvarande mandatfördelning         |
| ---- | -------------------------- | ---------------------------------- |
| 1979 | 9 av 410                   | Ledamöter tillhörande de grupplösa |
| 1984 | 7 av 434                   | Ledamöter tillhörande de grupplösa |
| 1989 | 12 av 518                  | Ledamöter tillhörande de grupplösa |
| 1994 | 27 av 567                  | Ledamöter tillhörande de grupplösa |
| 1999 | 37 av 626                  | Ledamöter tillhörande de grupplösa |
| 2004 | 34 av 732                  | Ledamöter tillhörande de grupplösa |
| 2009 | 26 av 736                  | Ledamöter tillhörande de grupplösa |
| 2014 | 52 av 751                  | Ledamöter tillhörande de grupplösa |
| 2019 | 57 av 751                  | Ledamöter tillhörande de grupplösa |
| 2024 | 33 av 720                  | Ledamöter tillhörande de grupplösa |

De grupplösa innefattar alla ledamöter som inte tillhör någon partigrupp i Europaparlamentet. De bistås av ett eget sekretariat och har rätt att vid talmanskonferensens sammanträden företrädas av en grupplös ledamot, som saknar rösträtt.
Antalet grupplösa ledamöter har varierat sedan det första direkta valet 1979. Från valet 1979 till valet 1999 ökade antalet för att därefter sjunka i de efterföljande valen. Efter valet 2014 och valet 2019 ökade antalet grupplösa ledamöter återigen och nådde rekordhöga nivåer. Efter valet 2024 minskade antalet igen.
Antalet grupplösa ledamöter kan variera kraftigt under en och samma valperiod på grund av att ledamöter lämnar partigrupperna till följd av konflikter och skandaler. Vissa ledamöter blir grupplösa även i väntan på att få byta från en partigrupp till en annan.
I plenisalen saknar de grupplösa en företrädare närmast talmannen där partigrupperna är företrädda av sina respektive gruppledare.

### Parlamentsledamöter
| Medlemsstat | Nationellt parti                      |  | Europeiskt parti | Mandat |
| ----------- | ------------------------------------- |  | ---------------- | ------ |
| Bulgarien   | Rörelsen för rättigheter och friheter |  | ALDE             | 2      |
| Cypern      | Partilös ledamot                      |  | –                | 1      |
| Grekland    | Greklands kommunistiska parti         |  | –                | 2      |
| Grekland    | Niki                                  |  | –                | 1      |
| Grekland    | Plefsi Eleftherias                    |  | –                | 1      |
| Polen       | Konfederacja Korony Polskiej          |  | –                | 1      |
| Rumänien    | S.O.S. România                        |  | –                | 2      |
| Slovakien   | Hlas                                  |  | –                | 1      |
| Slovakien   | Riktning – socialdemokrati            |  | –                | 5      |
| Spanien     | Junts per Catalunya (vakant)          |  | –                | 1      |
| Spanien     | Se Acabó La Fiesta                    |  | –                | 1      |
| Tjeckien    | Stačilo!                              |  | –                | 2      |
| Tyskland    | Alternativ för Tyskland               |  | –                | 1      |
| Tyskland    | Bündnis Sahra Wagenknecht             |  | –                | 6      |
| Tyskland    | Die Partei                            |  | –                | 2      |
| Tyskland    | Partei des Fortschritts               |  | –                | 1      |